# 터너 증후군
터너 증후군(Turner 症候群, Turner syndrome, Ullrich–Turner syndrome)은 염색체 이상의 하나로, 정상 여성의 성염색체가 XX 두 개인 데 반해, X염색체가 하나밖에 없기 때문에 발생하는 증후군이다. 1938년 헨리 터너가 처음으로 기재하였다.
생식기는 여성의 형질이 나타나지만, 난소의 발육이 완전하지 않아 2차 성징이 나타나지 않는다. 키가 작으며, 간혹 목에 물갈퀴 모양의 살이 생기는 경우(익상경)도 있는데, 이는 림프계 발달에 이상이 있어서 생겨난 것이다. 지능은 일반적으로 정상이나 정상둔자 범위에 속한다. 다른 성염색체 이상 증후군에 비해 언어 능력이 좋은 편이여서 학습 문제는 다소 적은 편이다.

## 증상
1. 작은 키, 신생아 손과 발의 림프 부종
2. 넓은 흉위, 넓게 배치된 유두, 뒤쪽 머리의 적은 머리선
3. 낮게 위치한 귀, 불임
4. 무월경(월경 기간이 없는), 비만
5. 짧아진 4번(약지) 손가락뼈,짧은 손톱

터너 증후군의 핵형.

6. 대동맥판막협착증, 대동맥축착
7. 이엽성 대동맥판, 마제신
8. 시각적 장애-공막, 각막, 녹내장 등
9. 귀 감염과 청각의 손실
10. 엉덩이가 허리보다 크지 않는 증상
11. ADHD(27%)
12. 비언어적 학습 장애
13. 행동 장애

## 원인
터너 증후군은 일부 또는 모든 세포에 X염색체가 부분적으로 복사되었거나 아예 복사되지 않았기 때문에 발생한다. 비정상적인 세포는 단 하나의 X(단색)(45,X)만 가질 수도 있고, 하나의 X염색체(46,X,델(Xp))의 짧은 p arm을 삭제하거나, 두 개의 q arm을 가진 isochromosome의 존재(46,X,i(X))와 같은 여러 종류의 부분 단색체 중 하나에 의해 영향을 받을 수도 있다. 터너 증후군은 전형적으로 X-inactivation을 면하게 되는 pesudoautosomal region이 부족하기 때문에 뚜렷한 특징을 가지고 있다. 개인의 모자이크에서는 정상(46,XX), 부분 모노솜을 가진 세포(46,XY) 또는 Y염색체를 가진 세포(46,XY)와 함께 X monosomy(45,X)를 가진 세포가 발생할 수 있다. mosaicism의 존재는 영향을 받는 개인(67-90%)에게 비교적 흔하게 나타나는 것으로 추정된다.

## 진단

### 태아
터너 증후군은 임신 중 양수증이나 CVS(chorionic villus sampling)에 의해 진단될 수 있다.
보통 터너 증후군을 동반한 태아는 비정상적인 초음파 검사 결과(즉, 심장 결함, 신장 이상, 낭종, 승천)로 확인할 수 있다. 19개 유럽 레지스트리를 대상으로 한 연구에서, 태교전 진단된 터너 증후군의 67.2%가 초음파 이상에 의해 검출되었다. 69.1%는 한 가지 이상, 30.9%는 두 가지 이상 이상을 보였다.
터너 증후군의 위험 증가는 비정상적인 3중 또는 4중 모성 혈청 스크린으로도 나타날 수 있다. 양성 모성 혈청 검사를 통해 진단된 태아들은 초음파 이상에 근거하여 진단된 태아들보다 모자이크 핵형이 있는 경우가 더 많고 반대로 모자이크 카리오타입이 있는 태아는 초음파 이상과 관련될 가능성이 적다.

### 출생 후
터너 증후군은 어느 연령에서나 산후 진단이 가능하다. 흔히 선천적으로 심장에 이상이 있거나 목이 유난히 넓거나 손발이 부어 있어 진단된다. 그러나, 종종 소녀가 사춘기에 도달하여 전형적으로 발달하지 못할 때까지(사춘기와 관련된 변화가 일어나지 않는다) 몇 년 동안 진단되지 않는 것이 일반적이다. 어린 시절에, 짧은 신장은 터너 증후군을 나타낼 수 있다.
염색체 분석으로도 알려진 카리오타입이라고 불리는 테스트는 개인의 염색체 구성을 분석한다. 이것은 터너 증후군을 진단하기 위한 검사이다.

## 치료법
염색체 상태로는 터너 증후군을 치료할 방법이 없다. 그러나 증상을 최소화하기 위해 많은 조치를 취할 수 있다. 예를 들어
- 성장호르몬은 단독으로 또는 적은 양의 안드로겐으로 성장을 증가시키고 아마도 최종적인 성인의 키를 증가시킬 것이다. 성장호르몬은 미국 식품의약국으로부터 터너 증후군의 치료 승인을 받아 많은 보험에 가입되어 있다. 심지어 유아들에게도 이것이 효과적이라는 증거가 있다.
- 피임약과 같은 에스트로겐 대체 요법은 1938년에 이 질환이 설명된 후부터 2차 성 특성의 발달을 촉진하기 위해 사용되어 왔다. 에스트로겐은 뼈의 건전성, 심혈관 건강, 조직 건강을 유지하는 데 중요하다. 자연적인 사춘기가 없고 에스트로겐 치료를 받지 않는 터너 증후군을 가진 여성들은 골다공증과 심장 질환에 걸릴 위험이 높다.
- 현대의 생식 기술은 터너 증후군을 가진 여성들이 그들이 원한다면 임신을 하도록 돕는 데도 사용되었다. 예를 들어, 기증된 난자는 터너 증후군 여성에 의해 옮겨지는 배아를 만드는 데 사용될 수 있다.

## 역사
이 증후군은 1938년에 이 증후군에 대해 설명한 일리노이 출신의 내분비학자 헨리 터너(Henry Turner)의 이름을 따서 지어졌다. 유럽에서는 흔히 울리히-터너 증후군이나 심지어 본네비 증후군으로 불린다. Ullrich-Turner 증후군은 이전의 사례들도 유럽의 의사들에 의해 설명되었다는 것을 인정하기 위한 것이다. 러시아어 및 USSR 문학에서는 셰레셰프스키라고 불린다.터너 증후군은 1925년 소련 내분비학자 니콜라이 셰레셰프스키에 의해 처음으로 이 질환이 세습으로 묘사되었는데, 그는 이것이 생식선과 전뇌 뇌하수체의 저개발 때문이라고 믿고 있으며, 내부발전의 선천적 기형과 결합되어 있다고 믿었다.
45,X 카리오타입의 암컷에 대한 첫 번째 보고서는 1959년에 Dr.에 의해 발표되었다. 찰스 포드와 옥스포드 근처 하웰의 동료들, 그리고 런던의 가이 병원. 그것은 터너 증후군의 징후가 있는 14세 소녀에게서 발견되었다.

## 같이 보기
- 다운 증후군
- 왜소증
- 인터섹스

- 선천 부신 과다형성
- 안드로겐 무감응 증후군
- 5알파-환원효소 2 결핍증
- 클라인펠터 증후군